# Hottot-les-Bagues
Hottot-les-Bagues är en kommun i departementet Calvados i regionen Normandie i norra Frankrike. Kommunen ligger i kantonen Caumont-l'Éventé som ligger i arrondissementet Bayeux. År 2022 hade Hottot-les-Bagues 461 invånare.

## Befolkningsutveckling
Antalet invånare i kommunen Hottot-les-Bagues
Referens: INSEE